# ولسلی (اسماعیل‌لی)
ولسلی (به لاتین: Vələsli) یک منطقه مسکونی در جمهوری آذربایجان است که در شهرستان اسماعیل‌لی واقع شده‌است.